# Poljica (Marina)
Poljica falu Horvátországban Split-Dalmácia megyében. Közigazgatásilag Marinához tartozik.

## Fekvése
Split központjától légvonalban 24, közúton 38 km-re, Trogirtól 10 km-re nyugatra, községközpontjától 3 km-re északkeletre, Dalmácia középső részén, az azonos nevű öbölben fekszik.

## Története
A horvátok ősei a 7. században érkeztek erre vidékre, mely a 10. században már az ősi Drid zsupánsághoz tartozott. Ennek székhelye az innen néhány kilométerre délnyugatra fekvő 177 méter magas Veli vrh és az alacsonyabb Mali vrh hegyén volt. A dridi zsupánság a független horvát állam megszűnése után megszűnt. A települést már a 13. században, a magyar uralom idejében említik a korabeli források. Korábbi neve Rastinić volt. A dridi zsupánság megszűnését követően e terület Trogir városának fennhatósága alá került. A falut a Szent Dujam, majd Szent Miklós nevét viselő trogiri apácakolostor birtokolta. Temploma valószínűleg a 13. század második felében, vagy a 14. században a Moretti család kápolnájaként épült. Területe a 15. századtól évszázadokig velencei fennhatóság alatt állt. 1797-ben a Velencei Köztársaság megszűnésével a település Habsburg Birodalom része lett. 1806-ban Napóleon csapatai foglalták el és 1813-ig francia uralom alatt állt. Napóleon bukása után ismét Habsburg uralom következett, mely az első világháború végéig tartott. 1880-ban 20, 1910-ben 34 lakosa volt. Az I. világháború után rövid ideig az Olasz Királyság, ezután a Szerb-Horvát-Szlovén Királyság, majd Jugoszlávia része lett. Lakossága 2011-ben 681 fő volt.

## Lakosság
| Lakosság változása | Lakosság változása | Lakosság változása | Lakosság változása | Lakosság változása | Lakosság változása | Lakosság változása | Lakosság változása | Lakosság változása | Lakosság változása | Lakosság változása | Lakosság változása | Lakosság változása | Lakosság változása | Lakosság változása | Lakosság változása |
| ------------------ | ------------------ | ------------------ | ------------------ | ------------------ | ------------------ | ------------------ | ------------------ | ------------------ | ------------------ | ------------------ | ------------------ | ------------------ | ------------------ | ------------------ | ------------------ |
| 1857               | 1869               | 1880               | 1890               | 1900               | 1910               | 1921               | 1931               | 1948               | 1953               | 1961               | 1971               | 1981               | 1991               | 2001               | 2011               |
| 0                  | 0                  | 20                 | 14                 | 16                 | 34                 | 0                  | 0                  | 36                 | 29                 | 34                 | 26                 | 158                | 341                | 551                | 681                |

(1991-ben Marina és Vrsine területrészeit csatolták hozzá. 1857-ben, 1869-ben, 1921-ben és 1931-ben lakosságát Marinához számították. 1961-ig a lakosságot részben Vrsinéhez számították.)

## Nevezetességei
- Szent Lukács evangélista tiszteletére szentelt temploma valószínűleg a 13. század második felében, vagy a 14. században a Moretti család kápolnájaként épült gótikus stílusban. Az épület az évszázadok során eléggé lepusztult állapotba került. Végül 1996-ban a helyi hívek Filip Rodić plébánossal együtt elhatározták, hogy eredeti gótikus formájában felújítják. Minthogy a régi oltárképet ellopták a fennmaradt régi velencei katalógus alapján hasonló új képet festettek, melynek készítője Ivan Rade Jakas festőművész volt. A plébános mellett a templom felújításáért a legtöbbet a rokkant Krste Matijaš tette, aki hiányzó lábai ellenére minden nap faragta a köveket az építők számára.[2]
- Tekintettel arra, hogy a Szent Lukács templom kicsi volt a település méreteihez, Vrsinának pedig egyáltalán nem volt temploma az egyházi vezetés elhatározta, hogy a két település közé új templomot és temetőt építenek. Ebből a célból Josip Arnerić šibeniki püspök az akkori plébános közreműködésével földet vásárolt a Gorač nevű helyen. Az építés 1981 tavaszán kezdődött és karácsonykor már misézhettek is az új templomban, melyet Szent József tiszteletére szenteltek. A templomot 2011-ben teljesen megújították. Felszentelése 2011. július 25-én volt.[2]
- A szájhagyomány szerint egészen a legutóbbi időkig állt itt egy torony, amely elsüllyedt a tengerbe. Ezt a helyet a nép Mulinának nevezte és egy töltés ott ma is látható. Azt is tartják, hogy a Szent Miklós kolostor öt apácája ugrott itt a tengerbe a török elől. Azon a helyen a Poljicai-öböl keleti részén ma egy sziklazátony látható, melyet Koludraški krugnak illetve Koludrovacnak neveznek. Állítólag közülük csak Jele menekült meg, aki úszni is tudott és átúszott a túlsó partra. Azt a helyet azóta Jelinaknak nevezik. A történet szerint ezek az apácák korábban egy a poljicai mezőn, Bunarinán épült kolostorban éltek, míg a férfi szerzetesek a Szent Péter templom mellett laktak. Ennek a Szent Péter templomnak a maradványai a Drid-hegy keleti lejtőin találhatók, melyet a nép ma is Supetarnak nevez.[5] A hagyományt erősíti, hogy a poljicai mezőn az egyik helyet Koludraškónak, egy másikat pedig Opatijának hívnak.[2]